# Винчестер (Тенеси)
Винчестер (енгл. Winchester) град је у америчкој савезној држави Тенеси.

## Демографија
По попису из 2010. године број становника је 8.530, што је 1.201 (16,4%) становника више него 2000. године.
| Група             | 2000.         | 2010.         |
| Белци             | 6.143 (83,8%) | 6.986 (81,9%) |
| Афроамериканци    | 905 (12,3%)   | 955 (11,2%)   |
| Азијати           | 38 (0,5%)     | 111 (1,3%)    |
| Хиспаноамериканци | 165 (2,3%)    | 299 (3,5%)    |
| Укупно            | 7.329         | 8.530         |